# Ренесанс Капітал
«Ренесанс Капітал» — інвестиційний банк, чия діяльність зосереджена в Росії, Центральній та Східній Європі, Африці, Азії, а також на інших розвиваються і «прикордонних» ринках. Компанія також пропонує клієнтам доступ на ці ринки через фінансові центри Лондона і Нью-Йорка. До листопада 2012 інвестиційний банк входив в «Ренесанс Груп», незалежну групу фінансових та інвестиційних компаній, станом на 2014-й належить групі «Онексім» Михайла Прохорова. Штаб-квартира — у Москві. Станом на 30 червня 2021 року загальні активи та власний капітал фірми склали $3,62 млрд та $476 млн відповідно, а звітний чистий прибуток за 1 півріччя 2021 року - $6,45 млн.